# Конрад III фон Боксберг
Конрад III фон Боксберг (на немски: Konrad III von Bocksberg; † сл. 1182/1212) е благородник, господар на Боксберг в североизточен Баден-Вюртемберг.

## Произход
Той е син на Конрад II фон Боксберг († сл. 1144) и съпругата му Гуота фон Билрит, сестра на Фридрих фон Билрит (Билбрит). Внук е на Конрад I фон Боксберг († сл. 1115). Брат е на Крафто фон Боксберг († сл. 1192) и полубрат на незаконната сестра Хедвиг фон Боксберг († сл. 1197), омъжена за Рупрехт I фон Дурн († сл. 1197):
Замъкът „Бург Боксберг“ е построен над селището, вероятно основано ок. 600 г., от Еубоко, който е от свитата на крал Конрад I († 918). Господарите фон Боксберг идват ок. 1144 г. на замъка.
Боксберг е към племенното Херцогство Франкония. Вероятно ок. 1250 г. Боксберг получава права на град и пазар. Градът, замъкът и господството Боксберг отиват през 1287 г. на Йоанитския орден от Вьолхинген. През 1381 г. йоанитите продават собственостите на Боксберг на рицарите фон Розенберг от Франкония.

## Фамилия
Конрад III фон Боксберг се жени за Аделхайд фон Лауда, дъщеря на Хайнрих фон Лауда. Те имат децата:
- Крафто фон Боксберг († сл. 1192)
- Хайнрих фон Боксберг († 1232), женен I. пр. 15 юли 1213 г. за Агнес фон Тримберг († сл. 1213/пр. 1228), II. за Мехтилд († сл. 1228/сл. 1234)
- Аделхайд фон Боксберг (* ок. 1174; † сл. 1213), омъжена за Волфрад I фон Крутхайм († сл. 23 януари 1234)